# Thouinia milleri
Thouinia milleri är en kinesträdsväxtart som beskrevs av Emery Clarence Leonard. Thouinia milleri ingår i släktet Thouinia och familjen kinesträdsväxter. Inga underarter finns listade i Catalogue of Life.